# 삼성 모먼트
삼성 모먼트(Samsung Moment, Samsung M900)는 삼성전자가 2009년 11월 1일에 출시한 스마트폰이다.

## 같이 보기
- 안드로이드 (운영체제)
- 갤럭시 넥서스